# Nigel Henbest

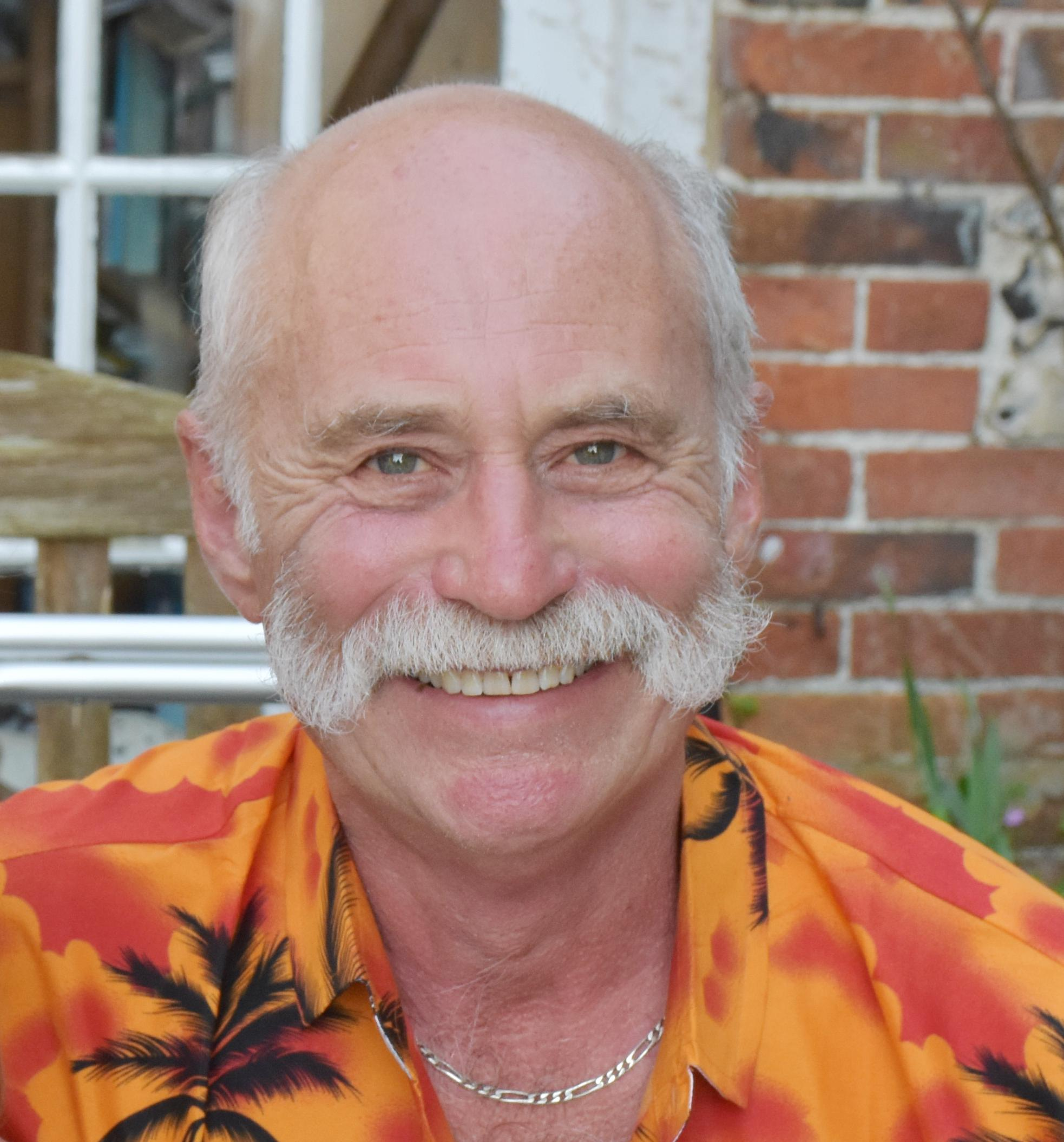
Nigel Henbest, 2018

Nigel Henbest (* 6. Mai 1951, Manchester) ist ein britischer Astronom, Weltraumphysiker und Fachkommentator im Fernsehen. Er verfasste einige hundert Fachartikel und über 30 populärwissenschaftliche Bücher zu Astronomie und Space Sciences, meist zusammen mit Heather Couper.
Er arbeitete auch für die British Astronomical Association und als Medienkonsulent der Greenwicher Sternwarte.
Nach Herbest wurde in Anerkennung seiner Bildungstätigkeit für die Öffentlichkeit der Asteroid 3795 Nigel benannt.
Zuletzt gab er 2014 zusammen mit Heather Couper, Robert Dinwiddie et al. ein Buch über Planetologie heraus, das 2015 unter dem Titel Die Planeten. Eine Reise durch unser Sonnensystem. in deutscher Übersetzung erschien.
| Personendaten    | Personendaten                                             |
| ---------------- | --------------------------------------------------------- |
| NAME             | Henbest, Nigel                                            |
| KURZBESCHREIBUNG | britischer Astronom, Weltraumphysiker und Fachkommentator |
| GEBURTSDATUM     | 6. Mai 1951                                               |